# 第二次帕尼帕特战役
第二次帕尼帕特战役是公元1556年11月5日发生在印度帕尼帕特（在今德里北部，哈里亚纳邦境内）的一场战役。莫卧儿帝国军队在白拉姆汗的指挥下战胜了赫穆指挥的苏尔王朝阿富汗军队。随后莫卧儿帝国军队重新占领了德里和阿格拉。